# نادیه العلی
نادیه صادق العلی (به عربی: نادیه صادق العلی)، (۲ دسامبر ۱۹۶۶ در آلمان -) نویسنده و پژوهشگر عراقی-آلمانی است. او بیش از هر چیز به دلیل نگارش کتاب زنان عراقی: داستان‌های ناگفته از ۱۹۴۸ تاکنون شناخته شده‌است.

## زندگی
نادیه صادق العلی در سال ۱۹۶۶ در آلمان از پدری عراقی و مادری آلمانی به دنیا آمده‌است. او به مدت چندین سال در مصر زندگی کرده و از فعالان جنبش زنان مصر بوده‌است. نادیه العلی دوران کارشناسی خود را در دانشگاه آریزونا و کارشناسی ارشد خود را در دانشگاه قاهره گذرانده و در سال ۱۹۹۸ از گروه انسان‌شناسی دانشکده مطالعات شرقی و آفریقایی (سواس) دانشگاه لندن مدرک دکترا دریافت کرده‌است. العلی همچنین استاد مطالعات جنسیت در مرکز مطالعات جنسیت در دانشکده مطالعات شرقی و آفریقایی (سواس) و در این مرکز صاحب کرسی است. او همچنین رئیس انجمن مطالعات زنان خاورمیانه و عضو کالکتیو مرور فمینیستی است.
نادیه العلی در کنار فعالیت آکادمیک به عنوان کنشگر سیاسی به ایفای نقش پرداخته
و در سال ۲۰۰۰ سازمانی را به نام باهم عمل کنیدکه در برگیرنده فعالیت زنان در عراق است را تأسیس کرده‌است این سازمان به عراقی‌های بریتانیا مرتبط است. او همچنین عضو شاخهٔ زنان سیاهپوش در لندن است که یک شبکه‌ای جهانی از زنانی است که با خشونت  مخالفت می‌ورزند که شرق آمریکا را نیز در بر می‌گیرد و دایره فعالیتشان از جنوب نیویورک تا شمال می‌سی‌سی‌پی، جورجیا و آلاباما امتداد می‌یابد و به فولکلور یا حوزه فرهنگی آپالاشیا موسوم می‌باشد.
نادیه العلی به همراه نیکولا پرات کتابی با عنوان کدام نوع از آزادسازی؟ زنان و اشغال عراق را به نگارش درآورده‌است. بسیاری از آثار وی زندگی زنان عراقی و مبارزات دهه‌های اخیر را بازمی‌نمایانند و به آرا و نظرات آن‌ها در خلال اشغال عراق توسط آمریکا را بازتاب می‌دهد.

## آثار
برخی از آثار نادیه العلی به شرح زیر است:
- زنان عراقی: داستان‌های ناگفته از ۱۹۴۸ تا کنون، ۲۰۰۷
- رهیافت‌های تازه به مهاجرت، ۲۰۰۲
- سکولاریسم و دولت در خاورمیانه: جنبش‌های زنان مصر، ۲۰۰۰
- نگارش جنسیتی/نگارش جنسیت: بازنمایی زنان در برگزیده‌ای از ادبیات مدرن مصر، ۱۹۹۴[۱۱]
- کدام نوع از آزادسازی؟ زنان و اشغال عراق، (به همراه نیکولا پرات)، ۲۰۰۹